# Список умерших в 1833 году
В этой статье представлен список известных людей, умерших в 1833 году.
- См. также: Категория:Умершие в 1833 году

## Январь
- 1 января — Андрей Меленский (66—67) — русский архитектор, первый главный архитектор Киева (июнь 1799—март 1829).
- 10 января — Адриен Мари Лежандр (80) — французский математик.
- 14 января — Серафим Саровский (в миру Прохор Исидорович Мошнин либо Машнин; 73 или 78) — иеромонах Саровского монастыря, основатель и покровитель Дивеевской женской обители; один из наиболее почитаемых православных святых.

## Май
- 15 мая — Эдмунд Кин (46) — английский актёр эпохи романтизма.

## Июль
- 5 июля — Жозеф Нисефор Ньепс (68) — французский изобретатель, первооткрыватель фотографии.
- 11 июля — Яган (абориген) — воин из народа нунгар австралийских аборигенов.

## Октябрь
- 23 октября — Давид Абамелек (59) — русский военачальник, генерал-майор кавалерии, князь.
- 25 октября — Аббас-Мирза (44) — иранский государственный деятель.
- 31 октября — Меккель, Иоганн Фридрих Младший (52) — немецкий биолог.

## Декабрь
- 21 декабря — Макар Иванович Ратманов (61) — русский вице-адмирал.